# Evolve (реслинг)
Evolve Wrestling (EVOLVE) — американский рестлинг-промоушн, основанный в 2010 году бывшим букером Ring of Honor и вице-президентом Dragon Gate USA Гейбом Сапольски.
В компании выступали рестлеры со всей Америки, а также несколько спортсменов из Японии. Компания поддерживала тесные рабочие отношения с родственной компанией Dragon Gate USA до закрытия Dragon Gate USA в августе 2015 года.
В 2015 году Evolve установила отношения с WWE, что позволило WWE проводить просмотры рестлеров Evolve и потенциально подписывать контракт с ними. 2 июля 2020 года Evolve была официально приобретена WWE. В февраля 2025 года WWE объявила о перезапускает Evolve как нового шоу под названием WWE Evolve, которое стартует в марте 2025 года на платформе Tubi.

## История
В 2009 году Гейб Сапольски объявил о создании нового рестлинг-промоушена, показав несколько вирусных видеороликов с участием одного из рестлеров компании, Джимми Джейкобса. После этого было выпущено еще несколько видеороликов, рекламирующих других участников, а также блоги, написанные рестлерами, в которых они рассказывали о своем отношении к компании. Первое шоу, Evolve 1: Richards vs. Ibushi, состоялось 16 января 2010 года в Рахуэе, Нью-Джерси, в Rahway Recreational Center..
Во время интервью с Figure 4 Weekly Сапольски сказал редактору Брайану Альварезу, что Evolve будет уделять больше внимания правилам и не будет никого ограничивать, основываясь на своем собственном стиле рестлера, в пользу демонстрации индивидуальных достоинств рестлеров и скрытия их недостатков. 29 января 2010 года Сапольски объявил, что Evolve больше не будет приглашать Дэйви Ричардса, так как он подписал новый контракт с Ring of Honor.
Концепция промоушена изначально была ориентирована на атистику побед и поражений рестлеров. Они разделили компанию на два дивизиона: одиночные рестлеры и команды. Согласно веб-сайту, некоторые рестлеры должны были заслужить свое попадание в ростер, выиграв отборочный матч, но с тех пор это было отменено.
В феврале 2013 года компания Evolve объявила о том, что проведет турнир, чтобы определить первого чемпиона Evolve, поскольку в то время они ликвидировали систему статистики. Турнир состоялся в Секаусе, Нью-Джерси, на WrestleCon в апреле 2013 года. Evolve использовала статистику рестлеров для определения мест в турнире; в число лучших попали Чак Тейлор (10-5) и Рикошет (5-2), и оба получили пропуск во второй раунд. 5 апреля АР Фокс победил Сами Каллихана в финале и стал первым чемпионом. 18 сентября 2013 года Вито Лограссо объявил, что его новая школа рестлинга подписала соглашение о том, что она будет центром развития Evolve.
В ноябре 2014 года Evolve вместе с Dragon Gate USA (DGUSA), Full Impact Pro (FIP) и Shine Wrestling, выступающими под брендом WWNLive, провели тур по Китаю. В следующем месяце WWNLive объявила о заключении долгосрочного соглашения с Great-Wall International Sports Management на регулярные туры по Азии, начиная с весны 2015 года.
В 2015 году WWNLive открыла тренировочный центр в Тринити, Флорида, под названием «World Wrestling Network Academy», который Evolve делит с DGUSA, FIP и Shine.
В 2015 году Evolve вступила в отношения с WWE. Рестлеры Evolve были представлены на сайте WWE.com, а рестлеры NXT Сами Зейн, Чед Гейбл и Джейсон Джордан принимали участие в шоу Evolve в ролях, не связанных с выступлениях на ринге. В январе 2016 года генеральный менеджер NXT Уильям Ригал и главный операционный директор WWE Трипл Эйч посетили Evolve 54. В рамках этих отношений в марте 2016 года было объявлено, что Evolve будет проводить отборочные матчи для участия в турнире WWE Cruiserweight Classic.
1 и 2 апреля 2016 года Evolve провели шоу на ранчо Эдди Дина в преддверии WrestleMania 32.
24 октября 2016 года WWNLive и FloSports объявили о создании нового стримингового сервиса, на котором будут проходить мероприятия, проводимые промоушенами WWNLive, включая Evolve.
13 июля 2019 года Evolve провела шоу 10th Anniversary Celebration, посвященное 10-летию основания Dragon Gate USA. Мероприятие транслировалось на WWE Network. Это было первое мероприятие Evolve и первое мероприятие независимого рестлинга, транслировавшееся в WWE Network.
2 июля 2020 года было объявлено, что после нескольких месяцев переговоров WWE приобрела Evolve Wrestling, получив полные права на название и видеотеку.

## Чемпионы Evolve
| №  | Чемпион           | Дата            | Шоу                   |
| -- | ----------------- | --------------- | --------------------- |
| 1  | А. Р. Фокс        | 5 апреля 2013   | Evolve 19             |
| 2  | Крис Хиро         | 23 февраля 2014 | Way of the Ronin 2014 |
| 3  | Дрю Гэллоуэй      | 8 августа 2014  | Evolve 31             |
| 4  | Тимоти Тэтчер     | 10 июля 2015    | Evolve 45             |
| 5  | Зак Сейбр-младший | 25 февраля 2017 | Evolve 79             |
| 6  | Мэтт Риддл        | 5 апреля 2018   | Evolve 102            |
| 7  | Шейн Стрикленд    | 4 августа 2018  | Evolve 108            |
| 8  | Фабиан Айхнер     | 28 октября 2018 | Evolve 114            |
| 9  | Остин Тиори       | 15 декабря 2018 | Evolve 117            |
| 10 | Джош Бриггс       | 9 ноября 2019   | Evolve 139            |
| —  | Расформирован     | 2 июля 2020     | —                     |